# Frederik Ndoci

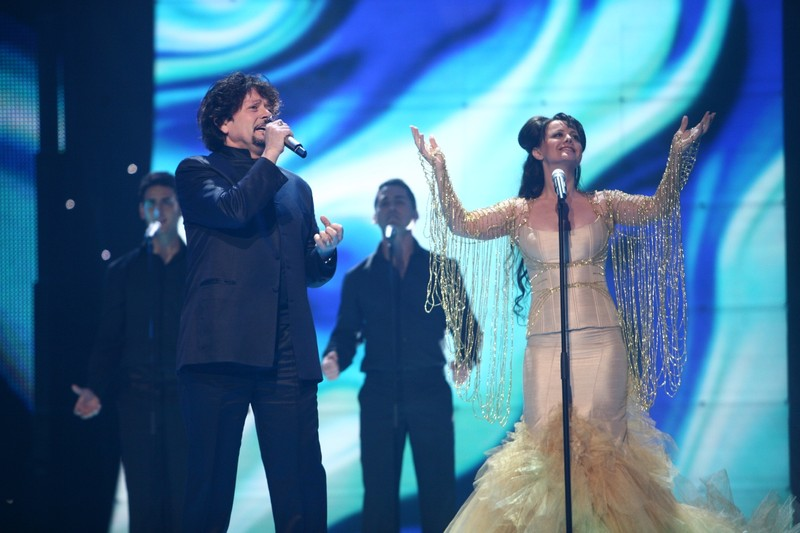
Frederik Ndoci und Aida Dyrrah (damals noch Ndoci) beim ESC 2007

Frederik Ndoci (* 9. Februar 1960 in Shkodra) ist ein albanischer Sänger. Er vertrat Albanien beim Eurovision Song Contest 2007 in Helsinki, Finnland.

## Leben und Wirken
Ndoci entstammt einer Künstlerfamilie, so ist zum Beispiel seine Schwester Rita Ndoci eine professionelle Entertainerin.
Ndoci gewann in den Jahren 1989 und 2007 das Festivali i Këngës, die bedeutendste Musikveranstaltung in Albanien. Dieses Festival ist seit 2004 der albanische Vorentscheid zum Eurovision Song Contest, sodass Ndoci 2007 beim Contest in Helsinki teilnehmen durfte. Von der albanischen Version seines Liedes Balada e Gurit (Ballade des Steines) nahm er eine englische Version (Hear my plea) auf, die er auch in Helsinki vortrug. Er musste dort im Halbfinale starten und verpasste dort den Einzug ins Finale. Er trat beim Vorentscheid zum Eurovision Song Contest 2012 an, konnte aber keine Punkte erzielen. 2014 wurde er beim albanischen Vorentscheid Fünfter mit dem Lied Një ditë shprese (dt.: Ein hoffnungsvoller Tag).
Ndoci war zur Zeit seines Auftrittes in Helsinki mit der Sängerin Aida Dyrrah verheiratet, die ihn als Backgroundsängerin unterstützte.

## Diskografie
Alben
- 1994/1995: Canta Frederik
- 2002: Sono Gitano
- Vitet Gri
- Frederik & Friends
- 2005: Romance
- 2005: Canterina